# Horisme albimedia
Horisme albimedia là một loài bướm đêm trong họ Geometridae.